# 石川優衣
石川 優衣（いしかわ ゆい、1996年11月11日 - ）は、日本の女子車いすバスケットボール選手。女子車いすバスケットボールチーム「ELFIN」および男子車いすバスケットボールチーム「東京ファイターズB.C」所属。車いすバスケットボール女子日本代表選手。

## 来歴
福島県郡山市で生まれ、東京都三鷹市で育つ。中学1年秋に脊髄炎を発症し、下半身不随となる。早稲田大学人間科学部1年次にクラブチームに加入し、本格的に競技を開始した。
2019年に早稲田大学を卒業し、三鷹市役所に入庁した。同年に女子U25世界選手権の代表に選出された。2022年にはフル代表に選出され、世界選手権に出場。2024年パリパラリンピックに出場。

## 日本代表歴
- 2019 U25世界選手権
- 2022 アジアオセアニアチャンピオンシップス 準優勝
- 2022 世界選手権 7位
- 2022 アジアパラ競技大会 準優勝
- 2024 パリパラリンピック